# Districte de Firozpur

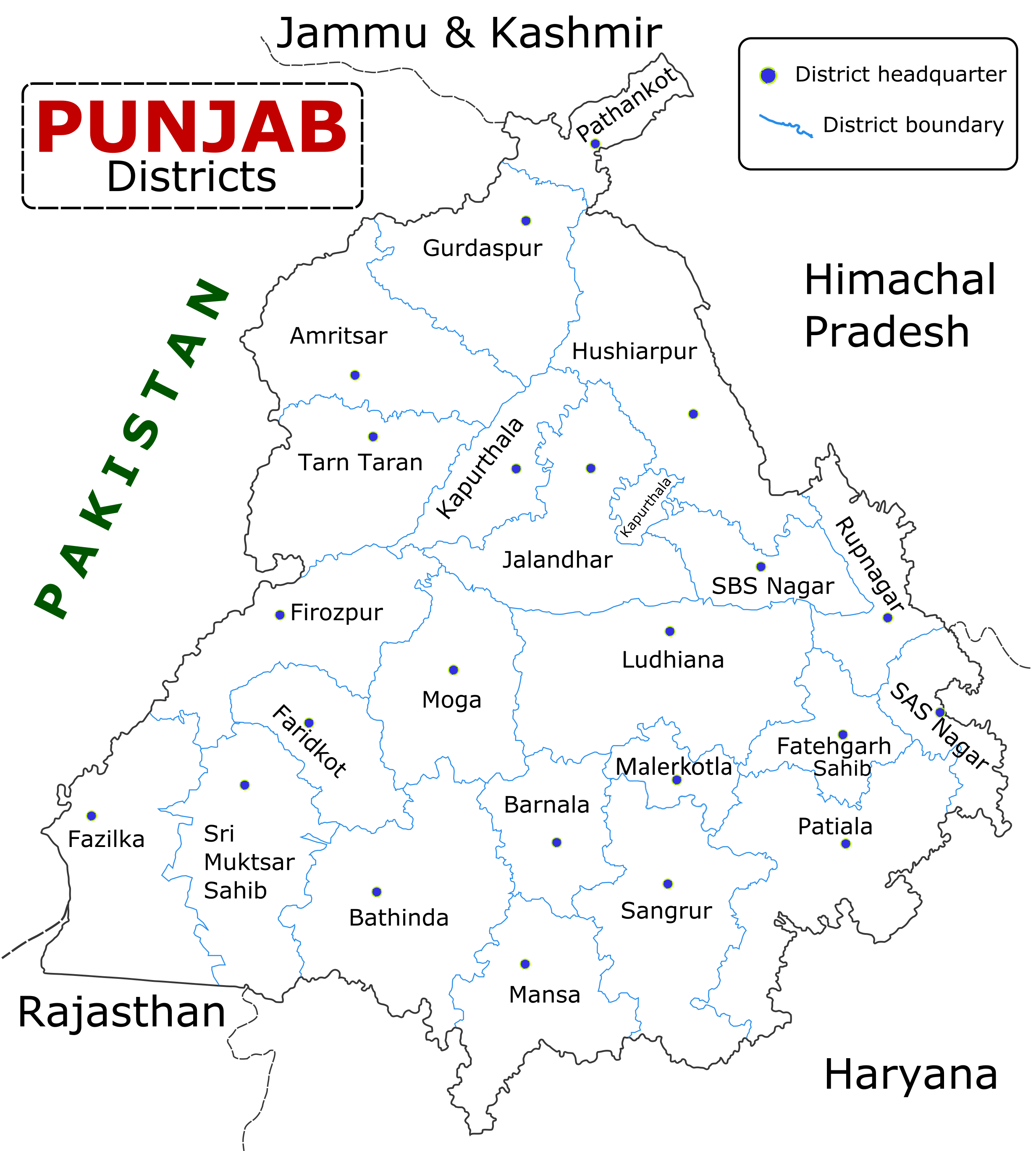
Districtes de Panjab

El districte de Ferozepur o districte de Ferozpur (també districte de Ferozepore o districte de Firozpur) és una divisió administrativa del Panjab, amb capital a Firozpur (o Ferozpur o Ferozpore o Ferozepur o Ferozepore). La superfície és d'11.142 km² i la població (cens del 2001) d'1.746.000 habitants.
El riu Sutlej és el principal del districte. Administrativament està dividit en cinc tehsils:
- Abohar
- Fazilka
- Firozpur
- Jalalabad
- Zira

També està format per 10 blocs de desenvolupament (blocks): Abohar, Khuian Sarwar, Fazilka, Jalalabad, Guru Harsahai, Ferozepur, Mamdot, Ghall Khurd, Zira, i Makhu.

## Història
Els primers governants coneguts de la zona foren els rajpiuts ponwars que probablement tenien capital a Janer (segurament la Hajnir esmentada per al-Baihaki, a la ruta entre Meerut i Lahore). Al segle xiii una colònia de rajputs bhattis de Jaisalmer es va establir a la rodalia de Muktsar i els Manj, una de les branques, va expulsar els ponwars i van agafar el poder, adoptant l'islam (1288).
Fins al segle xv no van aparèixer els jats (tribus dhaliwals, gils i altres que ara habiten la zona); vers 1370 la fortalesa de Firozpur fou construïda per Firuz Shah Tughluk (1351-1388) i inclosa al govern de Sirhind que acabava de crear. Segons la tradició en aquesta època la zona estava ben cultivada i restes de poblacions i de fonts testimonien aquest fer; es creu que llavors el Sutlej corria a l'est de Firozpor almenys fins al temps d'Akbar que formava part del govern de Multan (si el riu hagués corregut pel seu curs modern amb força seguretat hauria estat part de la província de Sirhind9; la desviació del riu i diverses guerres foren la causa que el territori comencés a declinar al final del segle xvi i fos un desert al cap de cent anys.
Cap al 1600 van començar a arribar els sidhu jats, dels que descendeixen els rages Phulkian, es van establir a la zona i a la meitat del segle xvii moltes tribus jats es van convertir a la fe sikh per obra de Har Rai el setè guru. El 1705 el desè guru, Govind Singh, quan va fugir de Chamkaur, fou derrotat amb fortes pèrdues a Muktsar; el 1715 nawab Isa Khan, un cap dels rajputs manj, que feia 15 anys havia construït una fortalesa anomenada Kot Isa Khan, es va revoltar contra l'imperi però fou derrotat i mort. Quasi al mateix temps els dogars, un clan que vivia del saqueig, que deien ser descendents dels rajputs chauhans, es van establir a la rodalia de Pakpattan, i progressivament es van estendre cap a la vall del Sutlej, sense trobar oposició, doncs els rajputs bhattis que ocupaven la zona es van retirar davant els nous colons. Finalment el 1740 els dogars van arribar a Firozpur que formava part del districte anomenat Jungla Lakha, sota un oficial imperial amb seu a Kasur; tres governadors successivament foren assassinats pels dogars que sembla que van dominar la zona fins a l'aparició dels sikhs.
El 1763 la confederació Bhangi, un dels principals grups sikhs, dirigits per Gujar Singh, van atacar i conquerir Firozpur. Gujar va cedir la zona al seu nebot Gurbakhsh Singh. El jove cap sikh va reconstruir el fort i va consolidar el seu poder al Sutlej, però la major part del temps el va passar a altres lloc de la província. El 1792 va dividir els seus dominis entre la seva família i llavors Firozpur va passar a mans de Dhanna Singh, el seu segon fill. Aquest fou atacat per dogars, paixtus de Kasur i pel príncep del veí estat de Raikot i Dhanna Singh va perdre tots els seus dominis i només li quedava Firozpur ciutat i la rodalia quan Ranjit Singh va creuar el Sutlej el 1808 i va intentar absorbir els petits principats entre el seu domini i el domini britànic. Llavors va intervenir el govern britànic que va oferir protecció als petits estats del Cis Sutlej; Dhanna Singh va acceptar immediatament i fou dels primera a acceptar el protectorat britànic (1809). Ranjit Singh es va haver de retirar i Dhanna Singh va poder conservar l'estat de Firozpur fins a la seva mort el 1818; com que no va deixar fills el va succeir la seva vídua de manera vitalícia i el 1835, al morir, el territori va passar a domini directe britànic.
Immediatament un oficial fou enviat a prendre possessió del principat amb l'orde de determinar els límits, però després el govern fou encarregat a un oficial natiu, cosa que no va durar, doncs el 1839 el llavors capità Sir Henry Lawrence fou nomenat governador de l'estació de Firozpur que era una posició avançada britànica al Panjab. El nou governador va atreure nous residents a la zona, que era poc més que un desert, va incrementar els cultius, va plantar arbres, va esperonar el comerç i va aconseguir fer pujar la població de Ferozpur de 500 persones el 1839 a 5000 el 1841. El 1845 va esclatar la primera guerra anglosikh; els sikhs van creuar el Sutlej a l'altre costat de Firozpur el 16 de desembre de 1845 i es van lliurar les batalles de Mudki, Ferozeshah, Aliwal, i Sobraon (la primera dins el districte) però després de les successives derrotes es van retirar perseguits pels britànics. La pau es va acordar sota els murs de Lahore. El Cis Sutlej fou cedit completament a la Companyia Britànica de les Índies Orientals i Firozpur va esdevenir un districte britànic incrementat amb les àrees veïnes incloent els dominis dels nawabs manj; progressives incorporacions es van produir fins al 1884.
El maig de 1857 els regiments natius de Firozpur es van amotinar i van destruir els quarters, però l'arsenal i el magatzem van romandre en mans dels britànics, i els amotinats van acabar dispersats; el destacament natiu a Fazilka, fou desarmat i els natius reclutats a Firozpur pel general Van Cortlandt i a Fazilka per Oliver van poder mantenir l'orde.
El 1884 es va formar el districte de Sirsa i llavors el tahsil de Fazilka es va unir al districte de Firozpur. La superfície del districte era d'11.142 km² i la població de:
- 1881: 747.329
- 1891: 886.676
- 1901: 958.072

Aquesta població estava repartida en 8 ciutats i 1053 pobles. Administrativament estava dividit en cinc tehsils: 
- Firozpur,
- Zira
- Moga
- Muktsar
- Fazhka

La capital del districte era Firozpur i altres ciutats eren Fazilka, Muktsar, Dharmkot, Zira i Makhu, que al mateix temps eren municipalitats. El tehsil de Firozpor tenia 1259 km² i una població el 1901 de 165.851 habitants, amb capital a Firozpur (49.341 habitants); altra ciutats del tehsil era Mudki (2.977 habitants) i tenia fins a 320 pobles.
El 1947 el nawab local, de la família de Mamdot, es va decantar per la seva unió al Pakistan igual que va votar la majoria de la població del districte; però Lluís Mountbatten el virrei britànic el va incloure dins l'Índia forçant a milers de musulmans a emigrar.